# Liu Hui
Liu Hui (chiń. upr. 刘徽; chiń. trad. 劉徽; pinyin Liú Huī; ur. ok. 225, zm. ok. 295) – chiński matematyk, w pracy opublikowanej w 264 roku metodą Archimedesa dla wieloboków o 3072 bokach ustalił przybliżoną wartość liczby pi na 3,14159.